# Epiphora lecerfi
Epiphora lecerfi är en fjärilsart som beskrevs av Testout. 1936. Epiphora lecerfi ingår i släktet Epiphora och familjen påfågelsspinnare. Inga underarter finns listade i Catalogue of Life.